# Toyohiro Akiyama
Toyohiro Akiyama (jap. 秋山 豊寛, Akiyama Toyohiro; * 22. Juli 1942 in Setagaya, Tokio) ist ein japanischer Professor und ehemaliger Fernsehjournalist, der durch seinen Flug mit einem Sojus-Raumschiff zur sowjetischen Raumstation Mir im Jahr 1990 internationale Berühmtheit erlangte. Er ist der erste Japaner, der in den Weltraum flog, sowie der erste Journalist, der aus dem All berichtete. Zudem ist er die erste Person, die durch private Mittel finanziert an einem Raumflug teilnahm.

## Jugend und journalistische Karriere
Toyohiro Akiyama wuchs im Wohnviertel Seijō in Setagaya, Tokio als Sohn einer wohlhabenden Familie auf. Sein Vater war als Pharmazeut bei einem Chemiekonzern beschäftigt. Als Kind war er nach eigenen Angaben schüchtern. Er besuchte die Privatschule Tamagawa Gakuen. In seiner Schulzeit wurde er Teil einer Theatergruppe, die durch die Region Kantō tourte. Er gab das Schauspielern in der Oberschule auf, nachdem er zu dem Schluss kam, dass „das Schauspielern hieß in Armut zu leben“. In der Oberstufe begann Akiyama für eine Schulzeitung zu schreiben und sein Interesse an Journalismus wuchs. Er besuchte die International Christian University in Mitaka, Präfektur Tokio und studierte Soziologie.
Nach seinem Hochschul-Abschluss arbeitete Akiyama ab 1966 als Reporter für den japanischen Fernsehsender Tokyo Broadcasting System (TBS). Zwischen 1967 und 1971 arbeitete er auch für den britischen BBC World Service, während er in London stationiert war. Anschließend beschäftigte er sich als Polit-Korrespondent mit japanischer Innenpolitik. 1984 bis 1988 leitete er das TBS-Büro in Washington, von wo er unter anderem über die US-amerikanisch-sowjetischen Beziehungen berichtete.
Als Einflüsse auf seine journalistische Arbeit nannte er den kanadischen Medientheoretiker Marshall McLuhan sowie die Live-Berichterstattung einer Geiselnahme am Berg Asama im Jahr 1972, die den Zuschauenden das dramatische Geschehen direkt vermittelte.
In einem Interview mit Tomoke Otake im Jahr 2013, beinahe 20 Jahre nach seinem Ausscheiden aus der Branche, äußerte er eine sehr harsche Kritik an den Massenmedien im Allgemeinen, und den japanischen im Besonderen. Seiner Meinung nach dienten die Massenmedien als Sprachrohr der Regierung und verlören im Krisenfall, etwa der Nuklearkatastrophe von Fukushima 2011, ihre Unabhängigkeit und damit Vertrauenswürdigkeit.

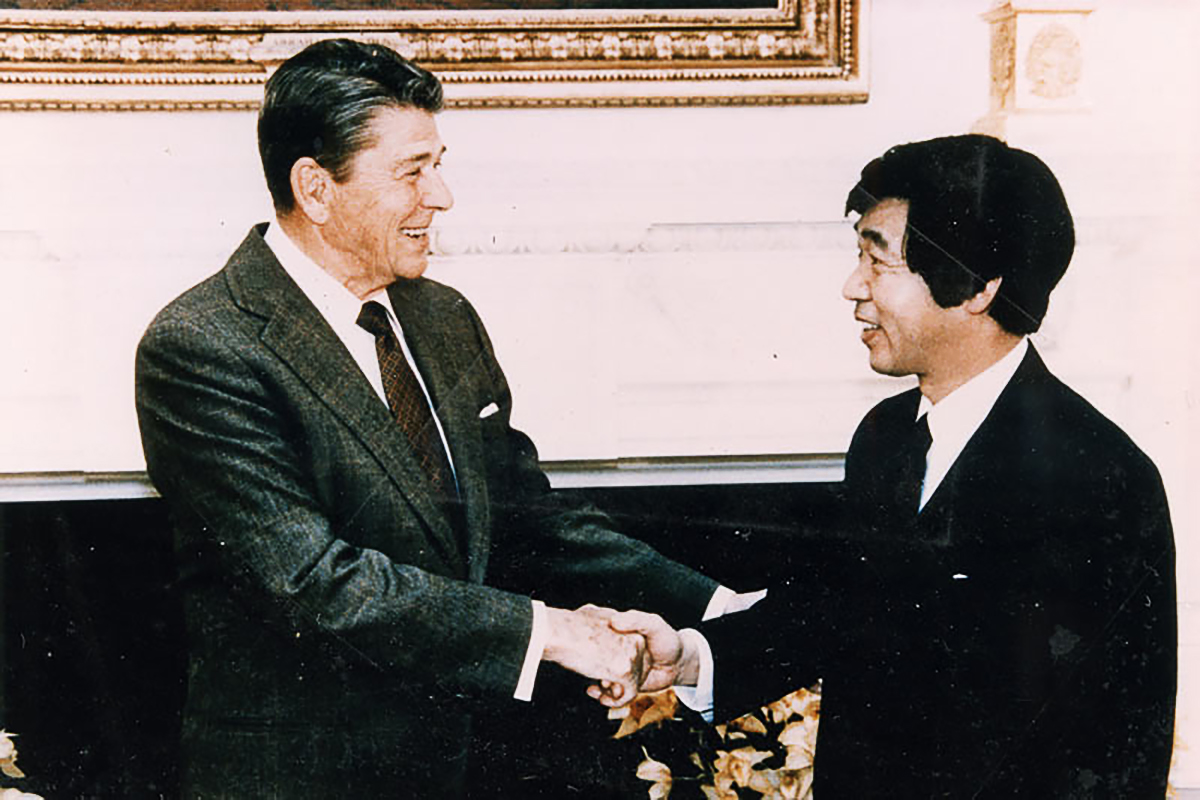
Akiyama interviewt als TBS-Korrespondent den amerikanischen Präsidenten Ronald Reagan (29. April 1985)

## Flug zur Raumstation Mir
Mit der Auswahl von Akiyama im August 1989 begann die sowjetische Raumfahrtbehörde, einzelne Plätze auf Sojusflügen auch an nichtstaatliche Unternehmen zu verkaufen. Für seinen Flug auf der Mission Sojus TM-11 im Dezember 1990 soll TBS 1,26 Milliarden Yen bezahlt haben. Neben ihm wurde auch die Kamerafrau Ryoko Kikuchi für den Flug trainiert, die jedoch eine Woche vor Start wegen einer Blinddarmentfernung ausfiel. Das Training in Baikonur wurde vom Sender über Monate begleitet. Für den Flug lernte Akiyama Russisch, was ihm schwer fiel und gab das Rauchen auf, was er ebenfalls als Herausforderung beschrieb. Akiyama war der erste Raumfahrer, dessen Mission nicht von seinem Staat finanziert wurde und flog auch als erster Japaner in den Weltraum.
Der Start von Sojus TM-11 erfolgte am 2. Dezember 1990 von Baikonur aus. Akiyama sendete täglich eine zehnminütige Fernsehübertragung und 20 Minuten Radioberichte. Akiyama litt unter der Raumkrankheit, wodurch seine Berichterstattung beeinträchtigt wurde. Während des Fluges dokumentierte Akiyama seinen Alltag im Weltraum und führte wissenschaftliche Experimente durch, unter anderem an Fröschen. Nach anfänglich hohen Einschaltquoten ebbte das Interesse an Akiyamas Mission gegen Mitte der Mission merklich ab. David Sanger, Journalist der New York Times, bezeichnete Akiyama als „Antihelden“, der sich als Zivilist merklich von den professionellen Astronauten unterschied und Schwierigkeiten bei der Anpassung an die Schwerelosigkeit erlebte. Brian Harvey et al. bewerten die Charakterisierung Akiyamas in westlichen Medien als „kettenrauchenden, Whisky-trinkenden Idioten“ als „ungerechtfertigt“. Diese Darstellung sei eher auf Neid der zeitgenössischen Journalisten zurückzuführen, tatsächlich habe Akiyama beeindruckendes Videomaterial gefilmt und dieses einer breiten Bevölkerung zugänglich gemacht. Auf den Aufnahmen ist unter anderem die Erde aus dem Orbit zu sehen, darunter etwa der Berg Fuji, der ein Wahrzeichen Japans darstellt, sowie das Leben an Bord der Raumstation Mir. Die Landung erfolgte am 10. Dezember 1990 an Bord von Sojus TM-10 in der Kasachischen SSR. Zwei Wochen nach seiner Rückkehr aus dem Orbit war Akiyama wieder im Dienst in Tokio.

## Leben als Landwirt
Nach seinem Flug ins All wurde er stellvertretender Direktor der Nachrichtenabteilung von TBS, bis er im Oktober 1995 den Sender verließ, um Landwirt zu werden. Er ließ seine Familie in Tokio zurück und zog nach Tamura (Präfektur Fukushima). Dort baute er als Biobauer Reis, Gemüse und Shiitake-Pilze an. Diese Entscheidung sah Akiyama als konsistente Fortführung seiner journalistischen Begierde nach praktischer Erkenntnis und Erfahrung. Außerdem habe die Erfahrung im Weltraum ihm die Wichtigkeit der Nahrungsmittelproduktion vor Augen geführt. Wegen der Nuklearkatastrophe 2011 im 32 km entfernten Kernkraftwerk Fukushima Daiichi siedelte er nach Fujioka in der Präfektur Gunma über. Akiyama zeigte sich kritisch gegenüber der Reaktion der japanischen Regierung auf die Katastrophe. Er hatte als Journalist über den Vorfall im Kernkraftwerk Three Mile Island und die Kernschmelze in Tschernobyl 1986 berichtet. Damals habe man seiner Meinung nach jeweils von offizieller Seite aus die Folgen der Unfälle vertuscht. Er misstraute deswegen der japanischen Regierung und betätigt sich seitdem in der Anti-Kernkraft-Bewegung. Im November 2011 wurde Akiyama zum Professor an der Kyoto University of Arts and Design berufen, wo er Landwirtschaft lehrt.

## Privatleben
Toyohiro Akiyama hat zwei Kinder, Ken und Naoko. Er lebt seit 1995 von seiner Familie getrennt. Es ist sein Ziel, möglichst lange zu leben.

## Ehrungen
Der Asteroid (4714) Toyohiro wurde nach ihm benannt.